# 阿舍·布朗·杜蘭德
阿舍·布朗·杜蘭德（英語：Asher Brown Durand；1796年8月21日—1886年9月17日）是哈德遜河派的美國畫家。

## 早年生活
杜蘭德出生在紐澤西州的梅普爾伍德（當時叫傑弗遜村），並最終死在那裡。他在11個孩子中排行第八。父親是一名鐘表匠和銀器匠。
杜蘭德在1812年到1817年期間曾是雕刻學徒，後來與公司所有者查尔斯·库欣·赖特（Charles Cushing Wright，1796 – 1854）建立了合作關係，賴特要求他管理公司的紐約辦事處。他在1823年為約翰·特朗布爾（John Trumbull）雕刻《獨立宣言》 ，奠定了杜蘭德作為美國當時最傑出的雕刻師之一的名望。杜蘭德在1825年協助創辦了紐約繪畫協會，該協會後來成為國家設計學院；杜蘭德於1845年至1861年期間擔任協會主席。
阿舍·杜蘭德在鈔票上的雕刻被用作美國第一批郵票的肖像，即1847年系列郵票。他與他哥哥賽勒斯·杜蘭德（1787-1868）還一起雕刻了一些隨後於1851年發行的郵票。

## 繪畫生涯
杜蘭德在贊助人卢曼·里德（Luman Reed）的鼓勵下，其主要興趣於1830年左右由雕刻轉向油畫。在1837年，他陪朋友托馬斯·科爾到阿迪朗達克山脈的舒倫湖（Schroon Lake）寫生，不久後他開始專注於風景畫。他在卡茲奇山、阿迪朗達克山脈和新罕布夏州的白山山脈寫生度過了幾個夏天，畫了幾百張素描和油畫速寫，這些作品後來被收錄進了完成的學院作品集，幫助定義了哈德遜河派。

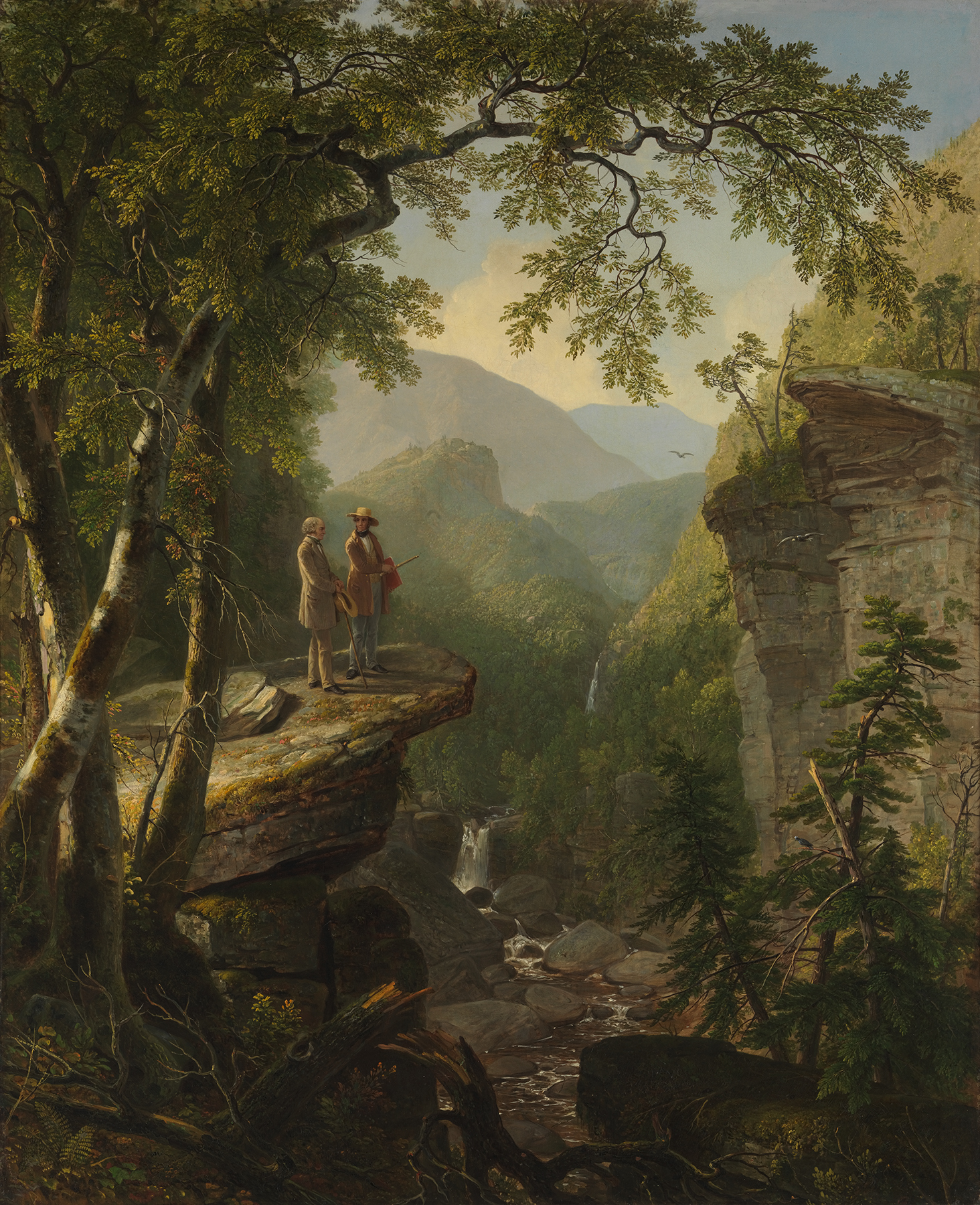
阿舍·杜蘭德，《純真》 （Kindred Spirits），1849年

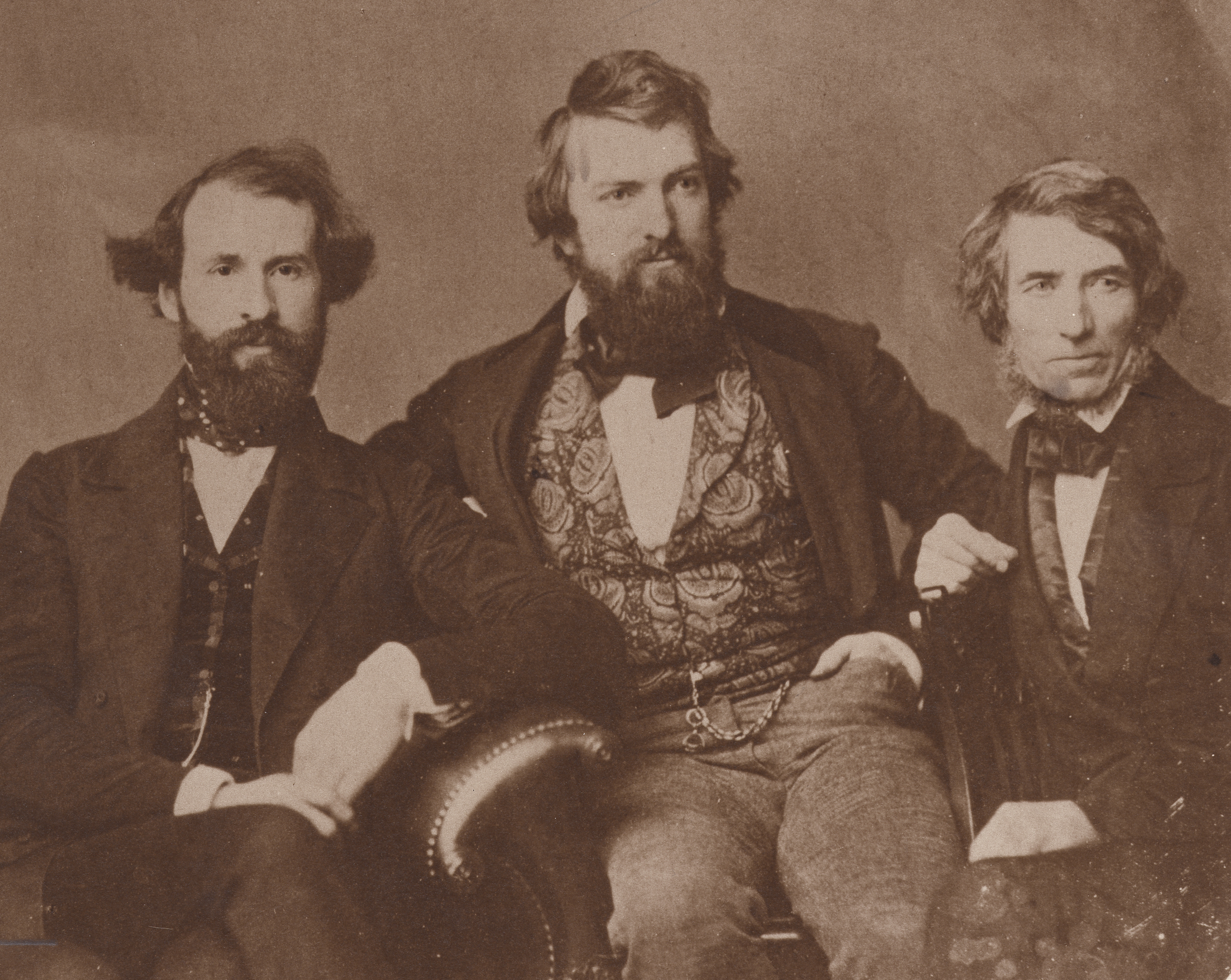
由左到右：亨利·柯克·布朗、亨利·彼得斯·格雷和杜蘭德，1850

杜蘭德因其對樹木、岩石和樹葉的描繪格外細致而聞名於世。他提倡儘可能從大自然中直接畫出現實。杜蘭德寫道，「讓『藝術家』小心翼翼地接受『大自然』呈現給他的任何東西，直到他在某種程度上與大自然的無限性建立親密關係...永遠不要讓藝術家故意背離真理，褻瀆大自然的神聖。」
像其他哈德遜河學校的藝術家一樣，杜蘭德也相信大自然是上帝不可言喻的體現。他在19世紀中期的紐約藝術期刊《蠟筆》（The Crayon）上發表的文章《關於風景畫的信》（Letters on Landscape Painting）中表達了這種觀點和他對藝術的總體看法。杜蘭德寫道: 「風景藝術的真正領域是在可視的創作中再現上帝作品... ...」
杜蘭德以他1849年的畫作《純真》 （Kindred Spirits）而聞名，這幅風景畫畫出了位於卡茨基尔山脈的哈德遜河學校藝術家托馬斯·科爾和詩人威廉·卡伦·布赖恩特（William Cullen Bryant）。這幅畫是為了致敬在1848年去世的科爾，也是送給布賴恩特的禮物。布賴恩特的女兒朱莉婭在 1904 年將這幅畫捐贈給紐約公共圖書館，在2005年5月的一次拍賣中，圖書館透過蘇富比拍賣行以3500萬美元的價格將其出售給愛麗絲·沃爾頓（此次拍賣是以密封、先出價的方式進行的，所以實際拍賣價格並不清楚）。然而，3500萬美元的價格是當時美國畫作所拍出的最高價格。
杜蘭德的另一幅畫是《進步》（Progress）（1853 年），由一位鐵路公司主管委託。這幅風景畫描繪的是美國的進步，從左邊的自然狀態（美洲原住民觀望處）到右邊的道路、電報線、運河、倉庫、鐵路和汽船。2018年12月，一名匿名捐贈者以約4000萬美元的價格買下這幅作品，並將其捐贈給了弗吉尼亞美術館。 

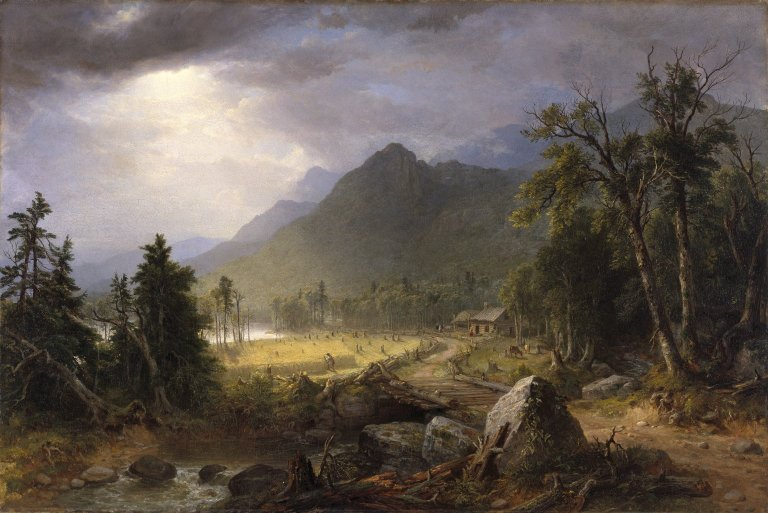
《荒野裡的第一次收獲情景》（ The First Harvest in the Wilderness），1855年，阿舍·B·杜蘭德，布魯克林博物館

時隔35年多，布魯克林博物館2007 年期間首次專門為這位畫家舉辦專題展覽，展出了杜蘭德近60件作品。該展覽名為「純真 ：阿舍·B·杜蘭德和美國風景」，於2007年3月30日至7月29日展出。杜蘭德被安葬在紐約布魯克林的綠蔭公墓。

## 圖庫

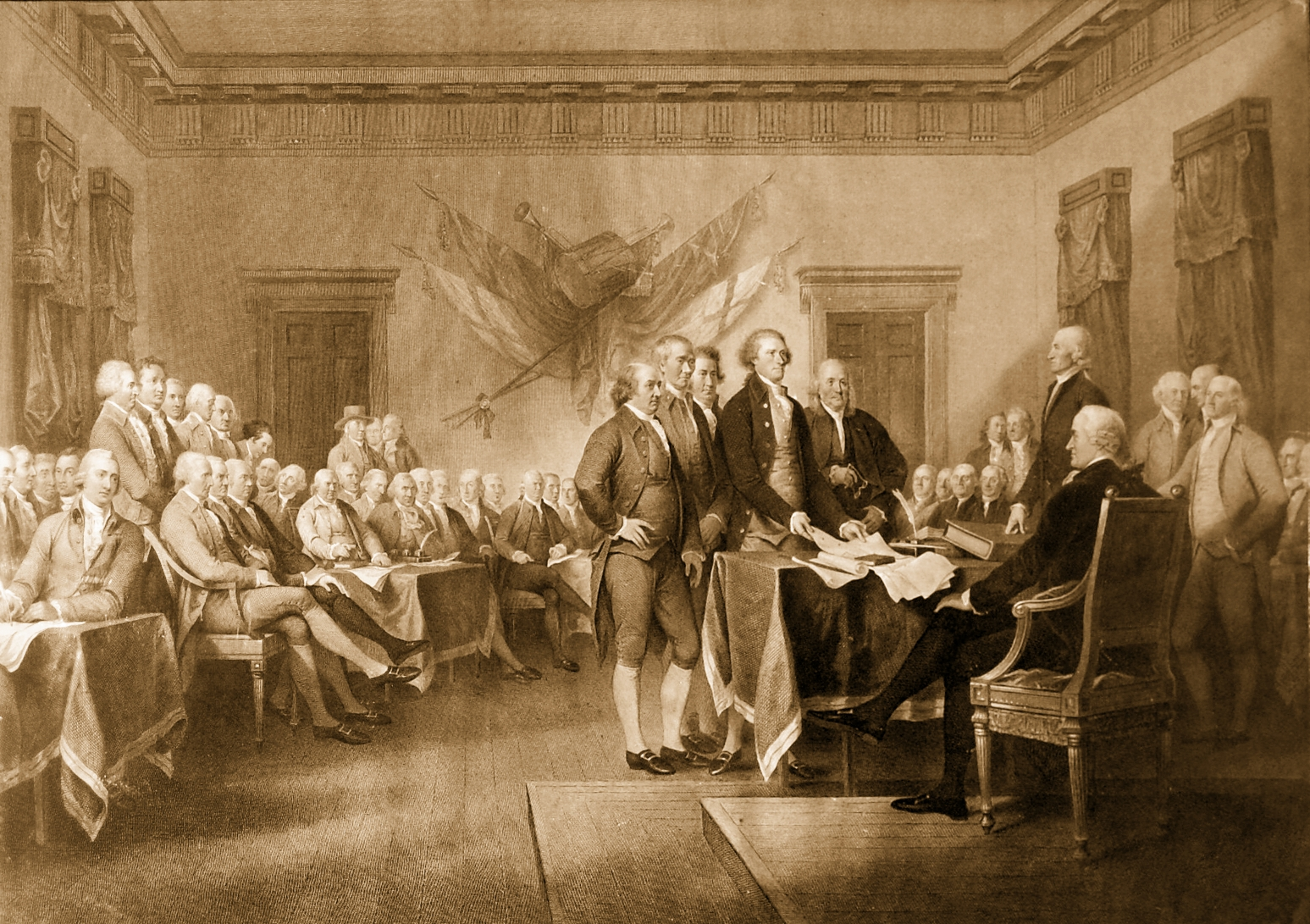
1823 《獨立宣言》（版畫）
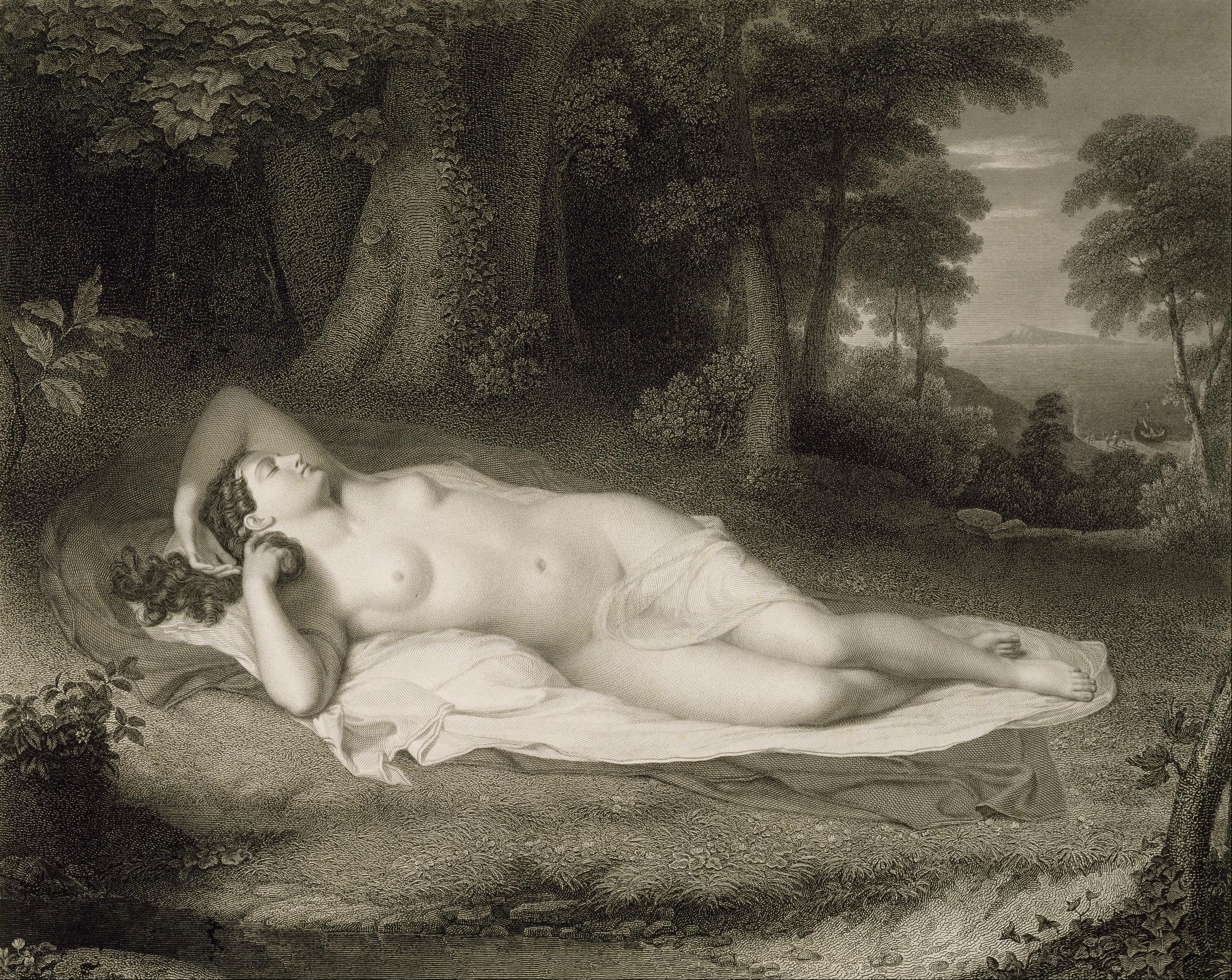
1835 《亞莉阿德妮》
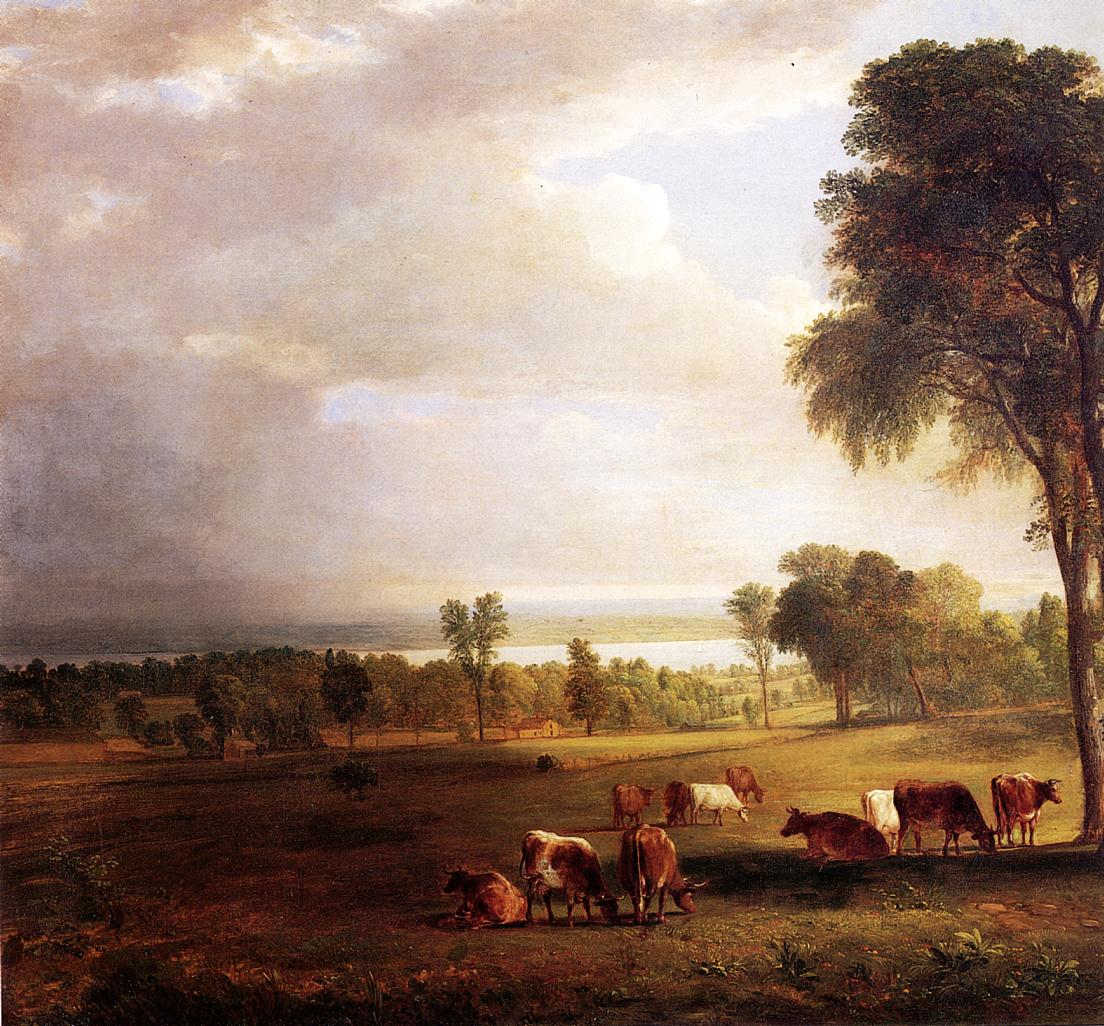
1837 《風暴聚集》（Gathering Storm）
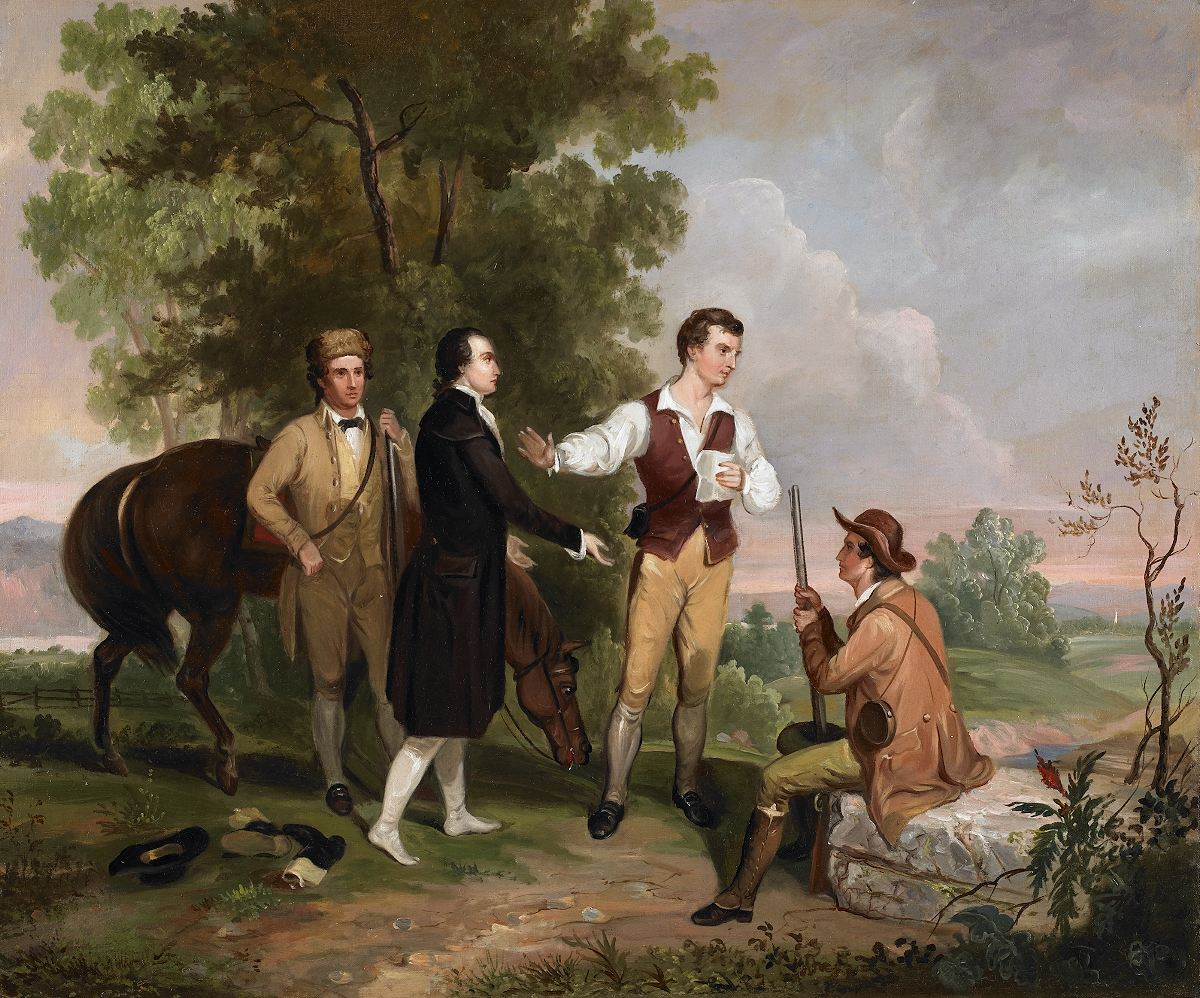
1845年 《安德烈少校被捕》（The Capture of Major Andre）
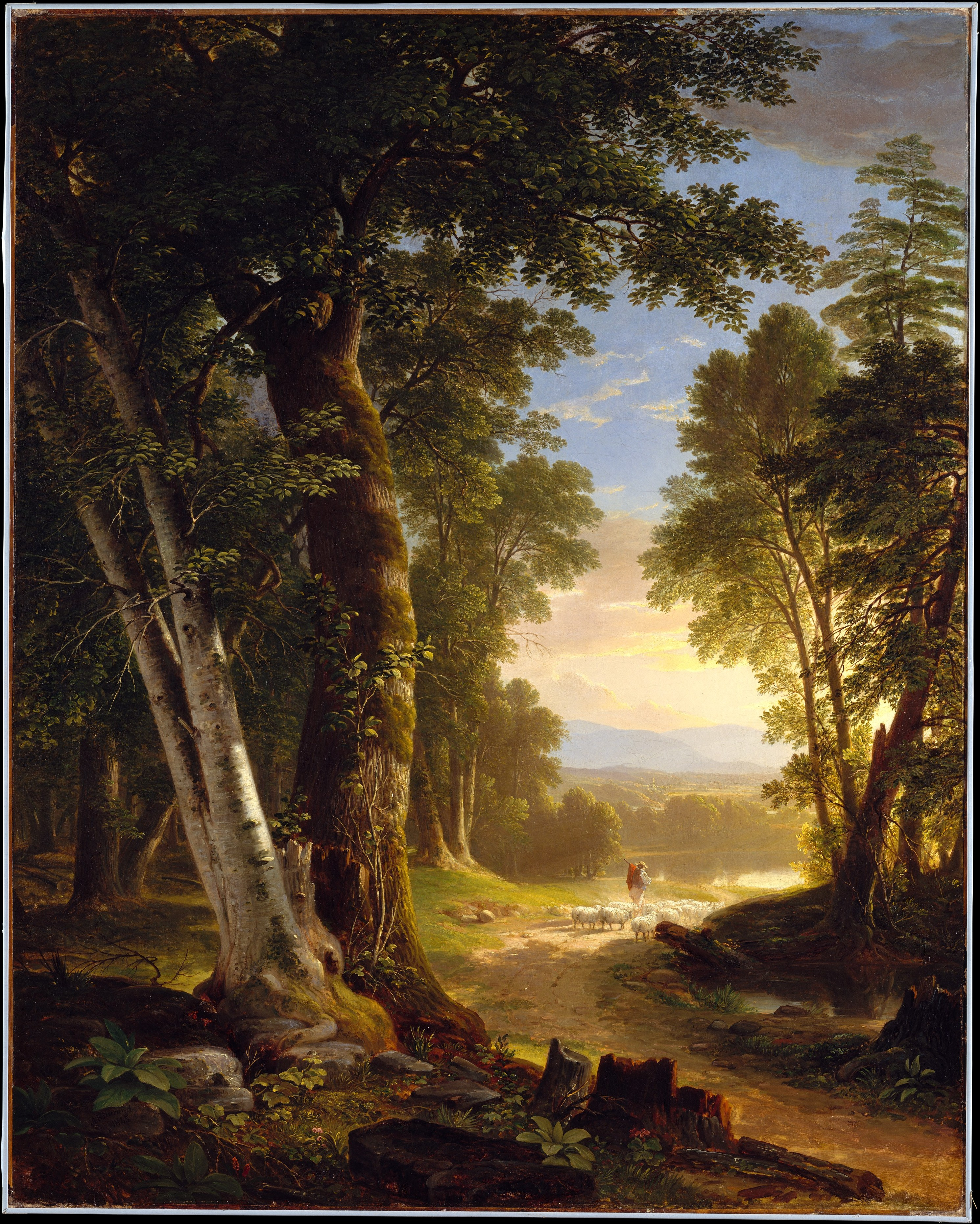
1845年 《山毛櫸》 （The Beeches）
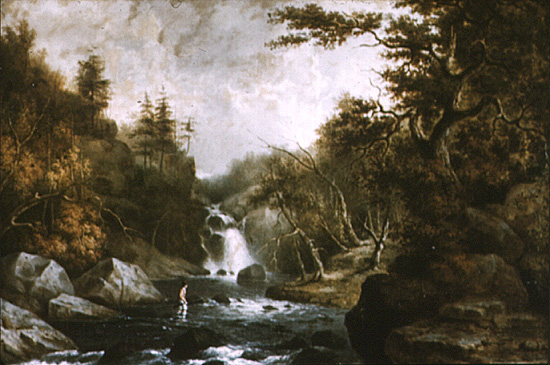
1846年 《獵人》（The Hunter）
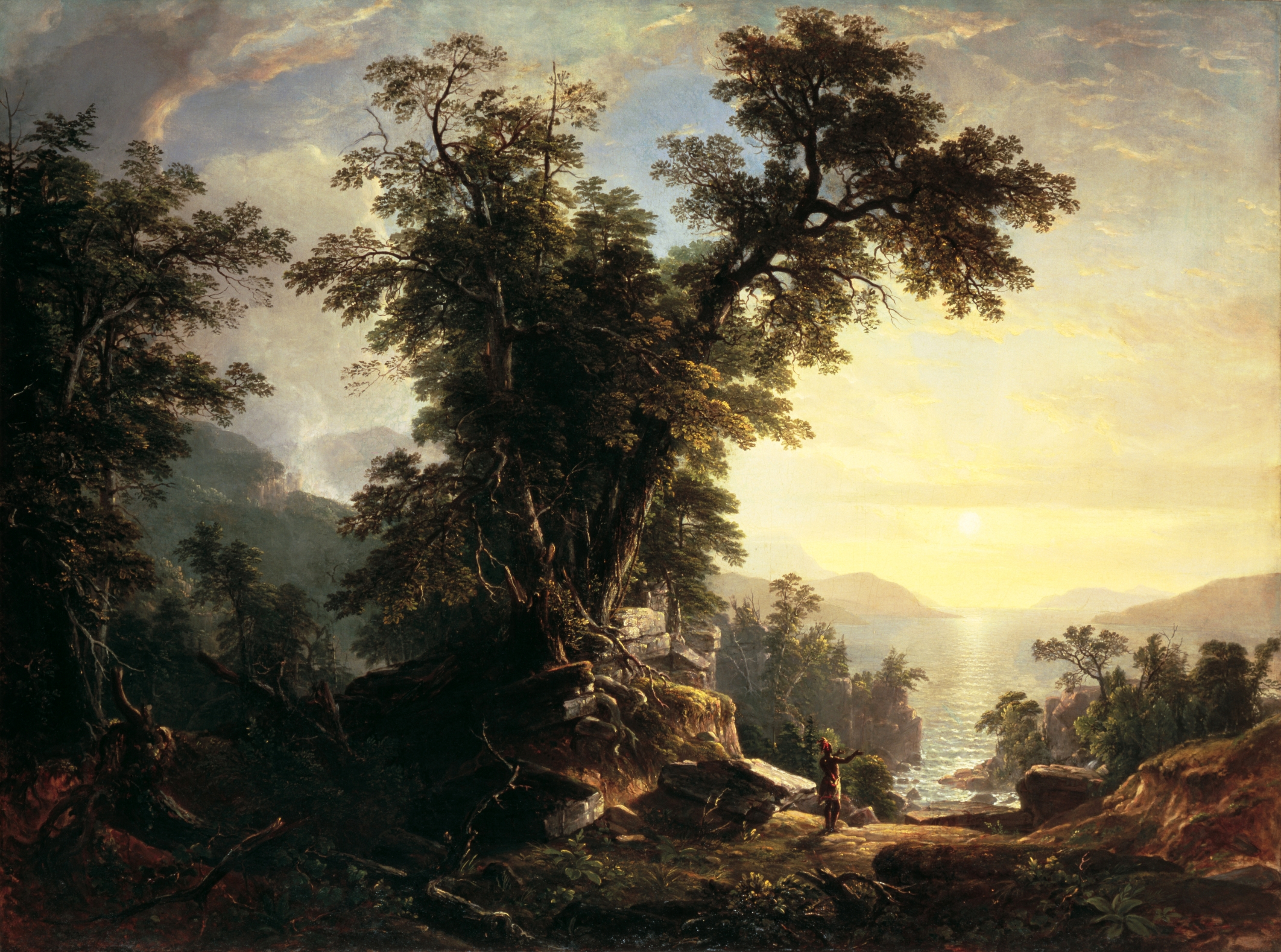
1847年 《印第安人的晚禱》（The Indian's Vespers）
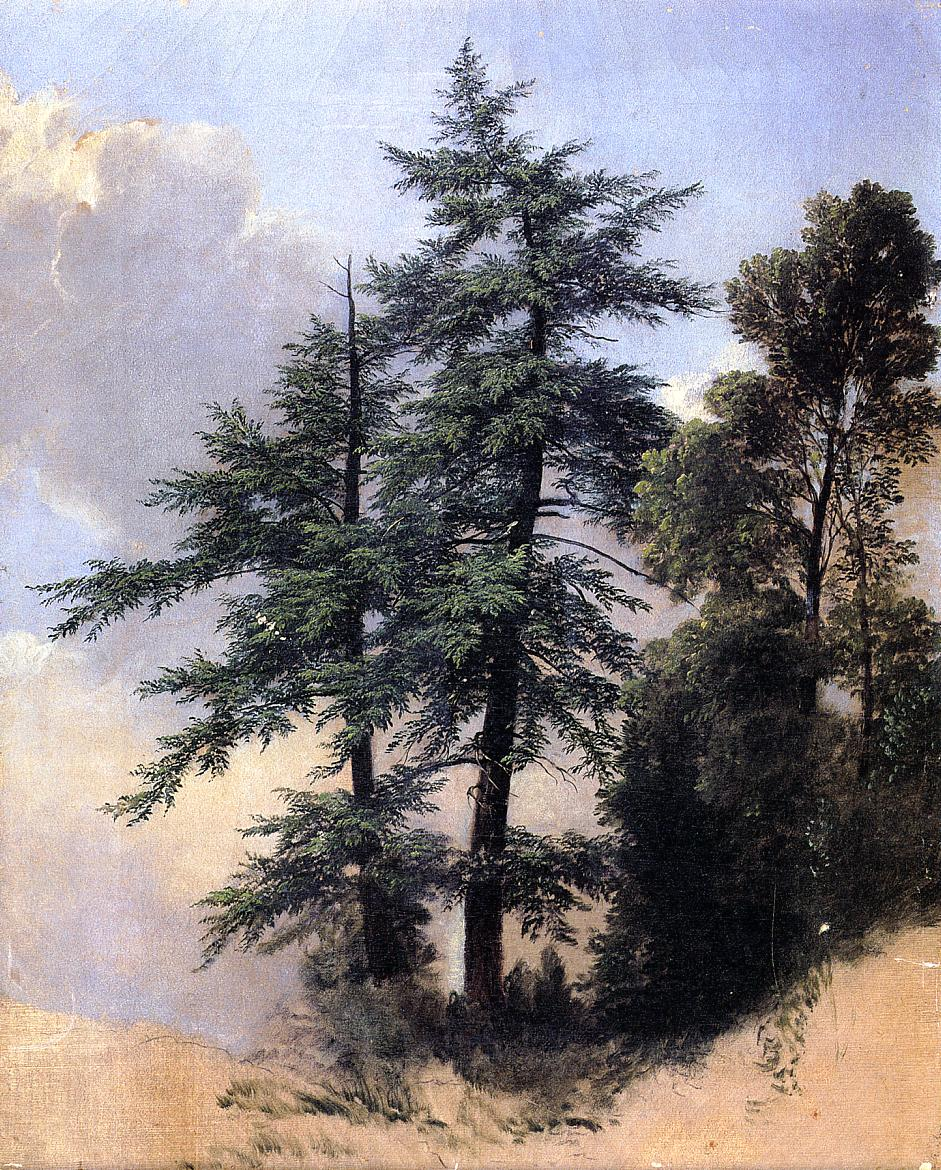
1849 《自然研究，樹木，紐堡，紐約》（Nature Study Trees Newburgh New York）
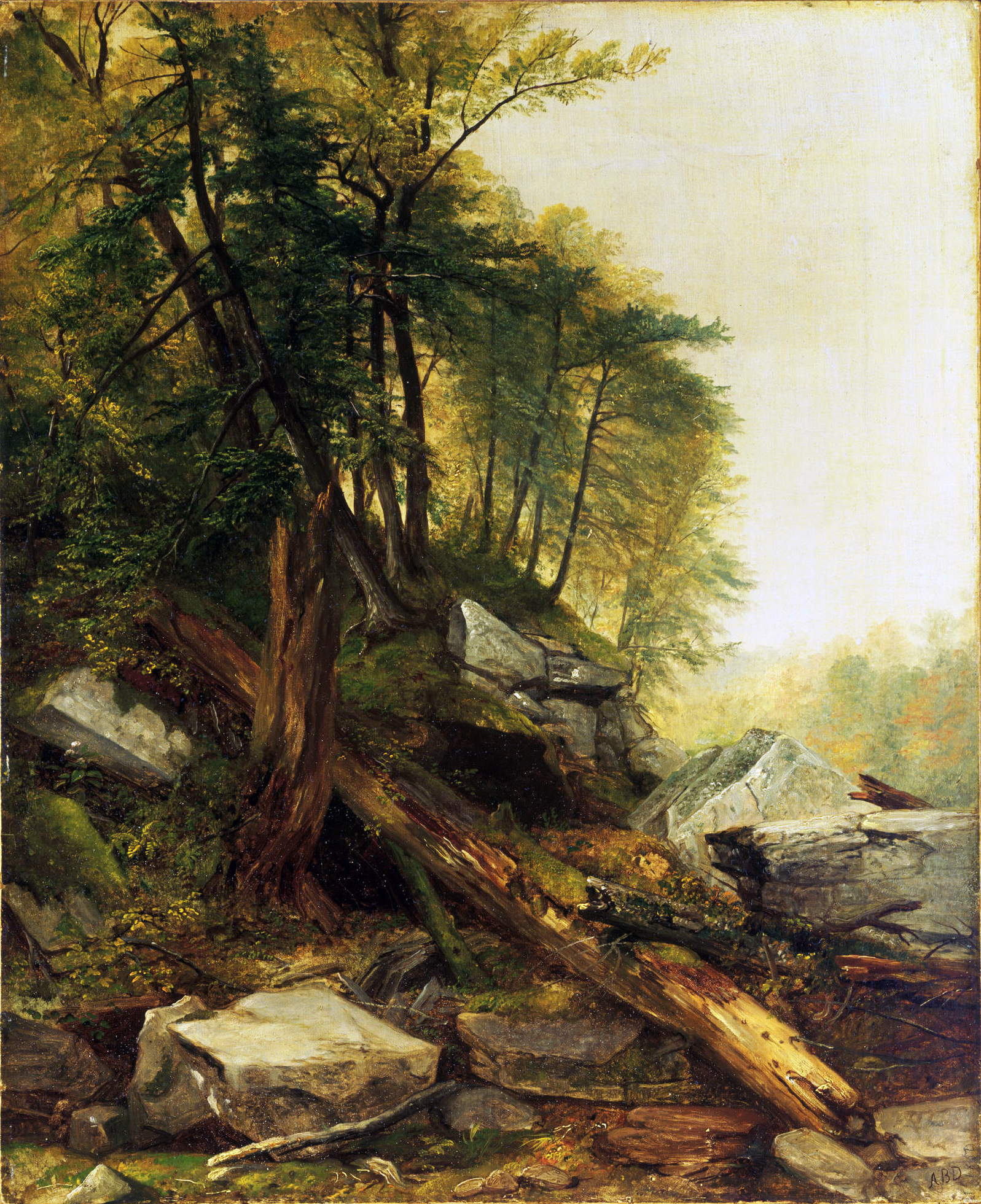
1850 《卡茨基爾山風景》（Kaaterskill Landscape），普林斯頓大學藝術博物館
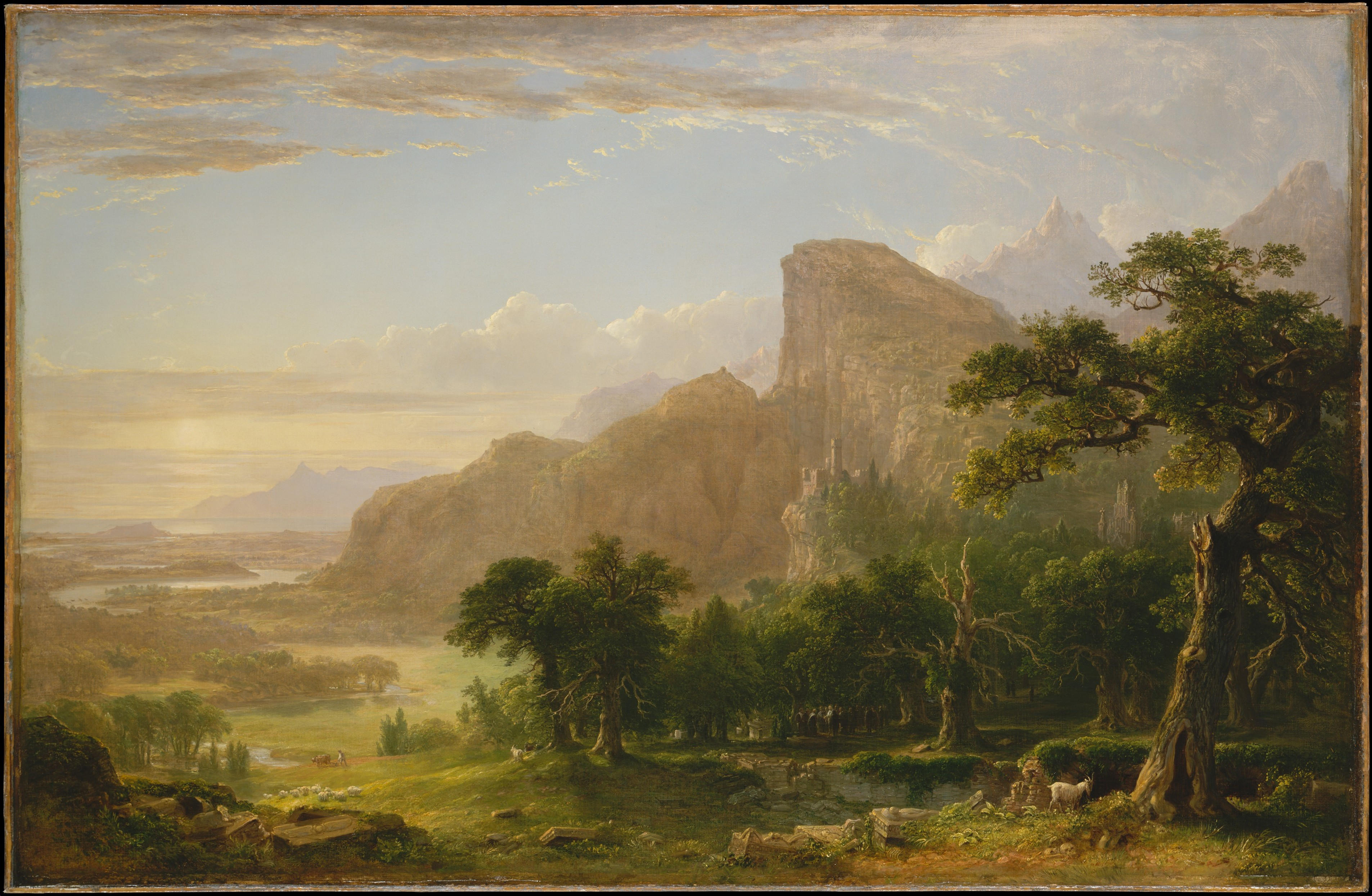
1850 《死亡冥想》(Thanatopsis) ，大都会艺术博物馆
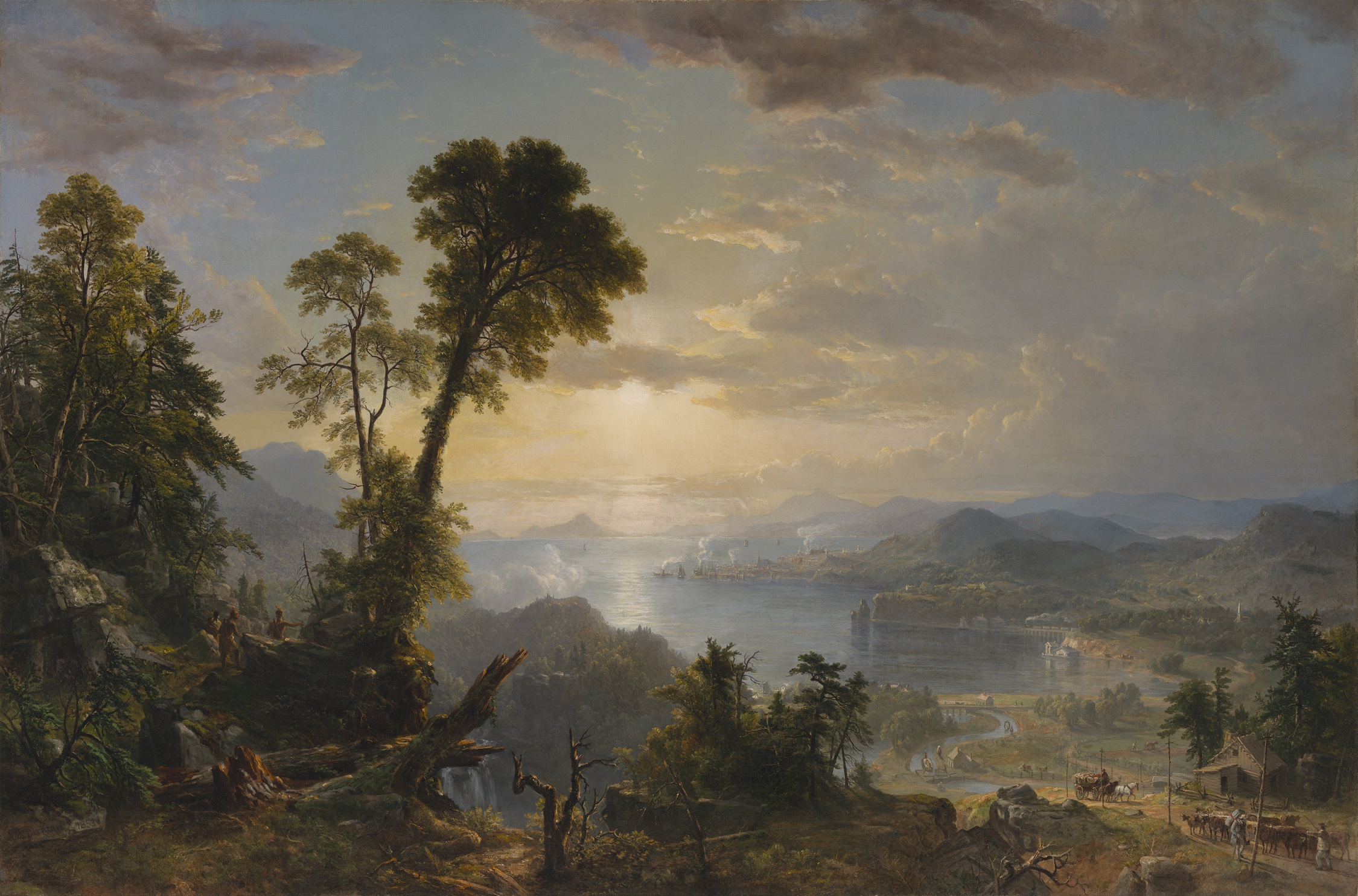
1853年 《進步》（ Progress ），維吉尼亞美術館
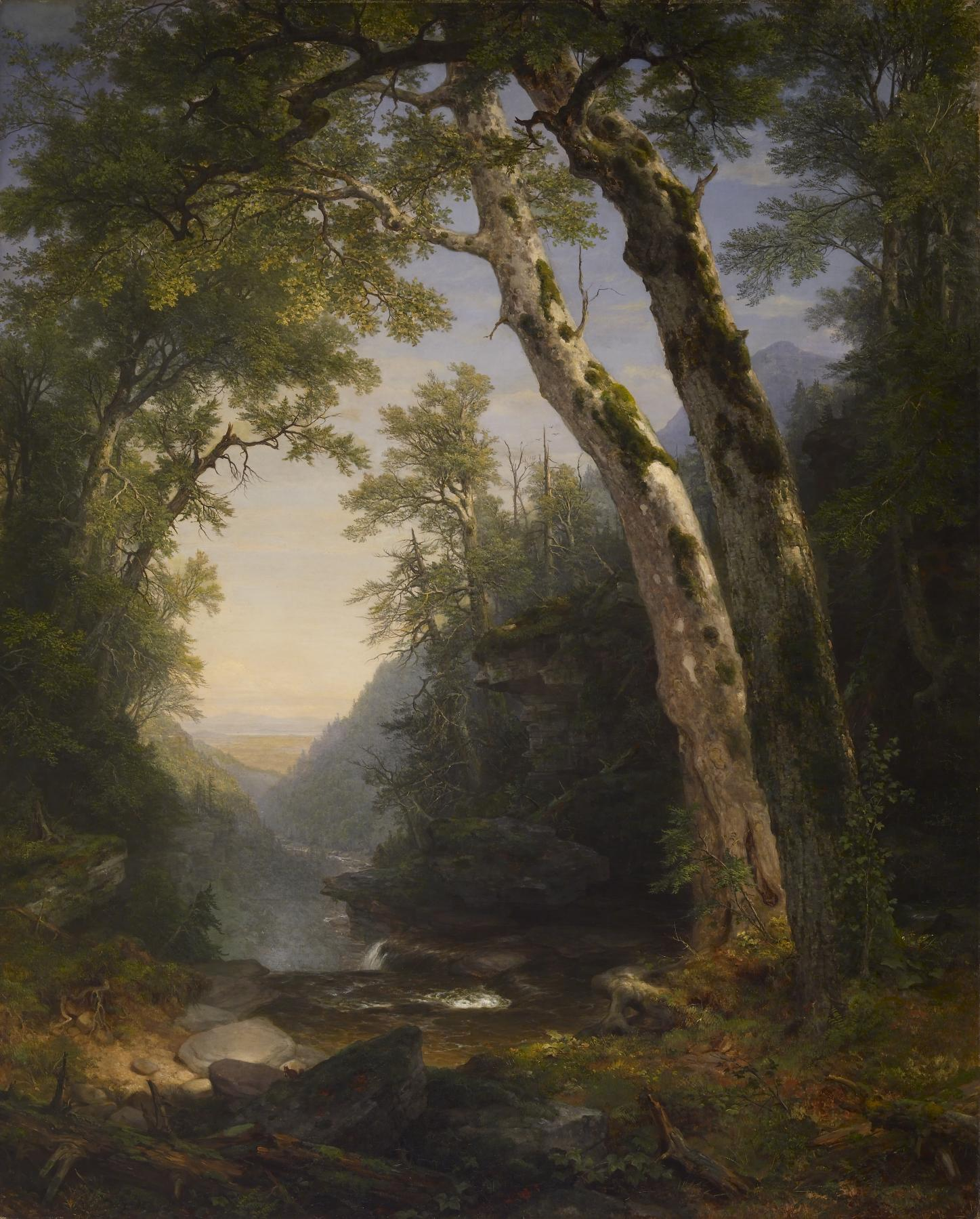
1859 《卡茲奇山》（The Catskills），沃爾特斯藝術博物館
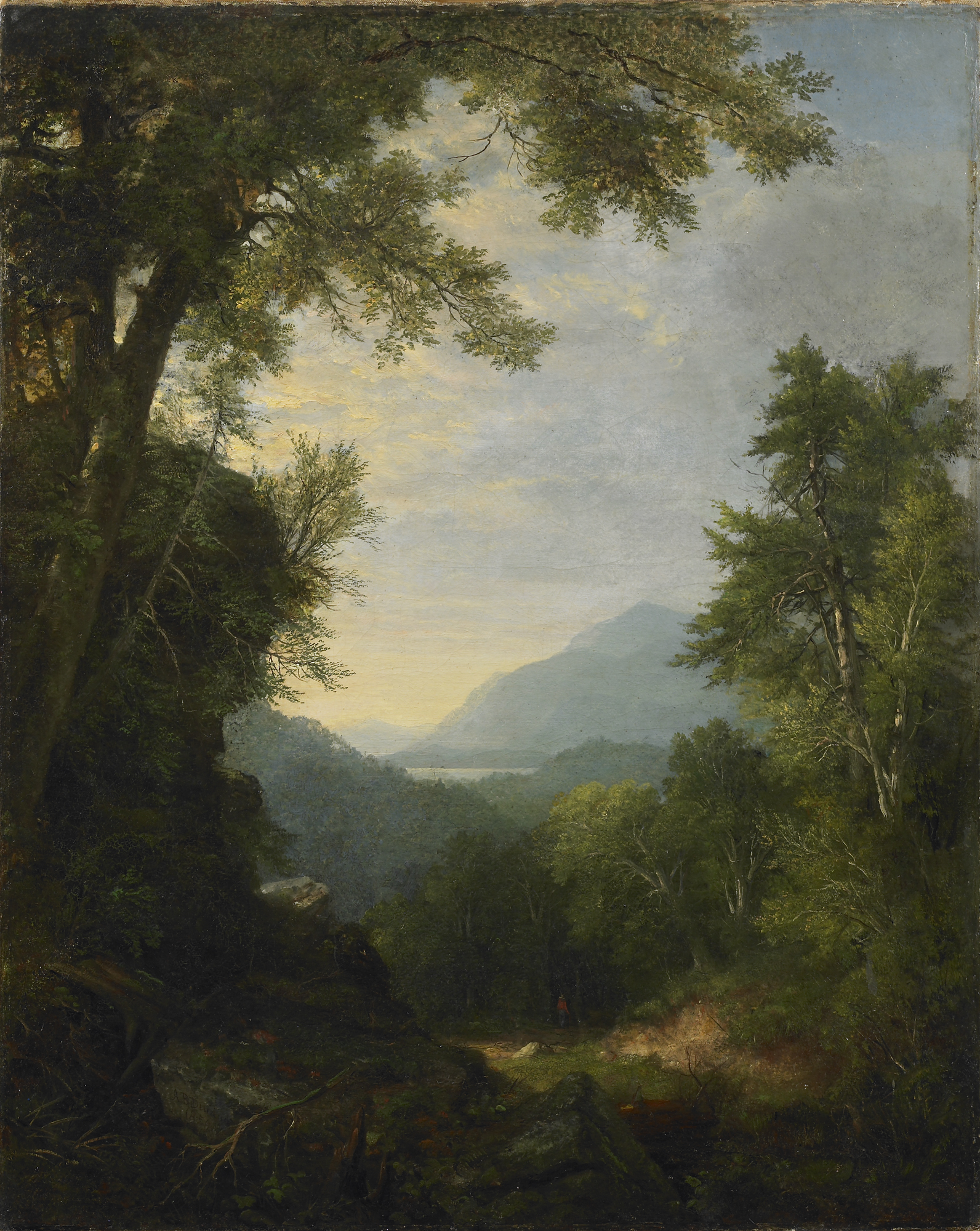
1859 《景觀》（Landscape），普林斯頓大學藝術博物館
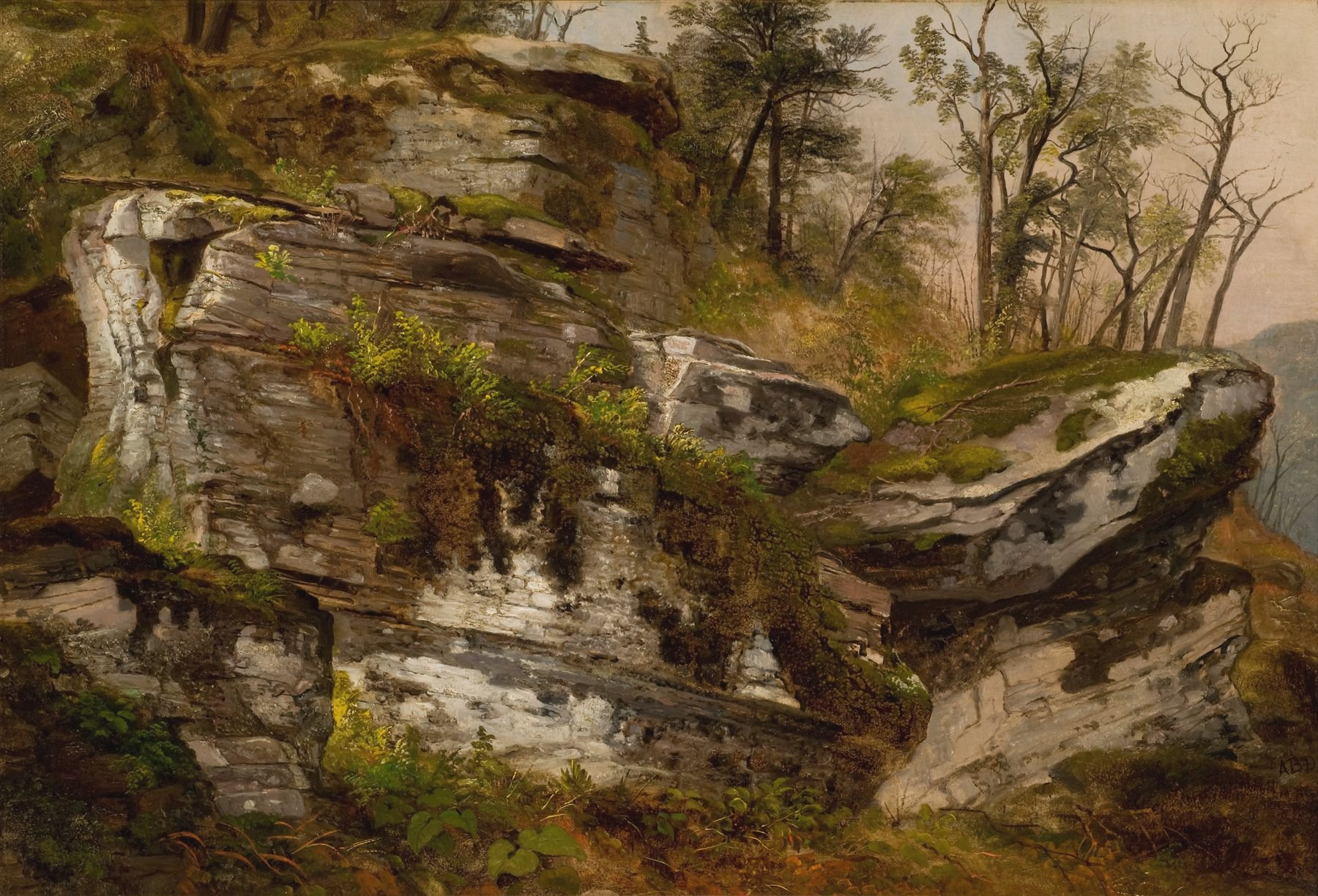
1860 《洛基懸崖》（Rocky Cliff），雷諾達故居美國藝術博物館
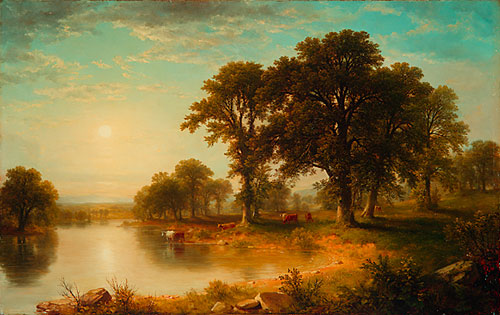
1865 《夏日午後》（Summer Afternoon），大都會藝術博物館

## 延伸閱讀
書籍
- Howat, John K. . New York, NY: Metropolitan Museum of Art. 1987. ISBN 978-0-87099-496-8.
- Bedell, Rebecca. . Princeton, NJ.: Princeton University Press. 2001. ISBN 0-691-10291-0.
- Durand, John. . Hensonville, NY: Black Dome Press Corp. 2006. ISBN 978-1-883789-50-3.
- Ferber, Linda. . New York, NY: D. Giles Ltd. 2007. ISBN 978-1-904832-26-3.

報紙
- Rosenbaum, Lee. . The Wall Street Journal (New York, NY: Les Hinton). 2005-11-01  [2011-02-27]. （原始内容存档于2022-04-04）.
- (PDF). The New York Times (New York, NY). 1886-09-20  [2011-02-27]. （原始内容 (PDF)存档于2021-11-08）.
- Ray, Douglas. . The Tuscaloosa News (Tuscaloosa, AL). 2011-02-27  [2011-02-27]. （原始内容存档于2016-03-04）.
- Cobb, Mark Hughes. . The Tuscaloosa News (Tuscaloosa, AL). 2011-02-27  [2011-02-27]. （原始内容存档于2016-03-03）.
- Sjostrom, Jan. . Palm Beach Daily News (Palm Beach, FL). 2011-02-18  [2011-02-27]. （原始内容存档于2011-02-23）.
- Di Piero, W. S. . San Diego Reader (San Diego, CA). 2008-02-27  [2011-02-27]. （原始内容存档于2022-02-23）.

線上出版品
- Avery, Kevin J. “Asher Brown Durand (1796–1886).” （页面存档备份，存于） In Heilbrunn Timeline of Art History. New York: The Metropolitan Museum of Art, 2000–. (October 2009)

## 外部連結
- Smithsonian Institution, Asher B. Durand Biography （页面存档备份，存于）
- The Asher B. Durand Print Collection （页面存档备份，存于） at the New-York Historical Society
- White Mountain paintings by Asher Brown Durand
- Biography of Asher Brown Durand on White Mountain Art & Artists
- Artcyclopedia: Paintings in Museums and Public Art Galleries （页面存档备份，存于）
- Art Archive - Asher Brown Durand （页面存档备份，存于）
- New York Historical Society - Lee A. Vedder, Luce Curatorial Fellow in American Art
- Alfred L. Brophy, "Property and Progress: Antebellum Landscape Art and Property Law," McGeorge Law Review 40 (2009): 601-59. （页面存档备份，存于）
- Reynolda House Museum of American Art
- Art and the empire city: New York, 1825-1861 （页面存档备份，存于）, an exhibition catalog from The Metropolitan Museum of Art (fully available online as PDF), which contains extensive material on Durand (see index)
- American paradise: the world of the Hudson River school （页面存档备份，存于）, an exhibition catalog from The Metropolitan Museum of Art (fully available online as PDF), which contains material on Durand (see index)
- Green-Wood Cemetery Burial Search （页面存档备份，存于）